# Kanton Tavaux
 Tavaux is een kanton van het Franse departement Jura. Het kanton maakt deel uit van het arrondissement Dole.    

In 2020 telde het 18.132 inwoners.

Het kanton werd gevormd ingevolge het decreet van 17 februari 2014 met uitwerking op 22 maart 2015 met Tavaux als hoofdplaats. 
Het decreet van 5 maart 2020 heeft de naam van het kanton aangepast aan de gewijzigde naam van zijn hoofdplaats.

## Gemeenten
Het kanton omvat volgende 29 gemeenten:
- Abergement-la-Ronce
- Annoire
- Asnans-Beauvoisin
- Aumur
- Balaiseaux
- Bretenières
- Chaînée-des-Coupis
- Champdivers
- Chaussin
- Chemin
- Chêne-Bernard
- Le Deschaux
- Les Essards-Taignevaux
- Gatey
- Les Hays
- Longwy-sur-le-Doubs
- Molay
- Neublans-Abergement
- Peseux
- Petit-Noir
- Pleure
- Rahon
- Saint-Aubin
- Saint-Baraing
- Saint-Loup
- Séligney
- Tassenières
- Tavaux
- Villers-Robert